# María, la del barrio
María, la del barrio ist eine mexikanische Telenovela, produziert von Televisa. Sie basiert auf Los ricos también lloran, einer Seifenoper von 1979.
In den Hauptrollen sind Thalía und Fernando Colunga, mit der antagonistischen Beteiligung von Itatí Cantoral. Es bietet Starauftritte von Ludwika Paleta, Osvaldo Benavides, Ana Patricia Rojo, Yuliana Peniche und den ersten Schauspielern Iran Eory, Ricardo Blume, Meche Barba, Carmen Salinas und Ariadna Welter.
In den letzten Jahren hat die Kenntnis der Telenovela die Grenzen Mexikos überschritten, dank einer der Szenen mit Itatí Cantoral und Yuliana Peniche in den Hauptrollen. Aufgrund der Überaktivität aller Darsteller, der altersbedingten Inkonsistenz der gespielten Rollen und der gescheiterten Inszenierung der Szene ist diese im Internet zu einem beliebten Meme geworden.

## Geschichte

### Erster Teil (Kapitel 1–22)

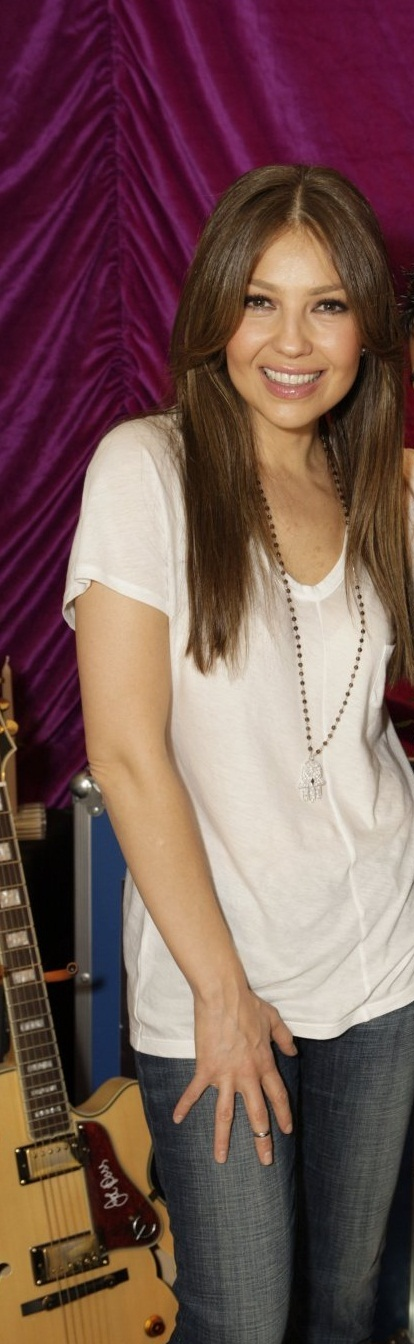
Thalía ist «María, la del barrio»

María Hernández „María, la del Barrio“ ist eine bescheidene, ungebildete und verträumte junge Frau, die mit ihrer Patin Casilda am Rande von Mexiko-Stadt lebt. Sie arbeitet als Wertstoffsammlerin in einer Mülldeponie und ist zutiefst verliebt in einen attraktiven Mann, den sie jeden Tag in der Kirche sieht, wo sie häufig hingeht. Am Tag von Marias 15. Geburtstag stirbt ihre Patin, und auf ihrem Sterbebett bittet sie Pater Honorio, ihr einen Ort zu finden, an dem ihre Patentochter arbeiten und leben kann.
Maria wird im Haus des Geschäftsmannes Fernando de la Vega, einem der einflussreichsten und reichsten Männer des Landes, willkommen geheißen. Er bringt Maria Manieren bei und heißt sie als Mitglied der Familie willkommen, obwohl seine Frau Victoria und das Dienstmädchen Carlota Maria vom ersten Moment an verachten.
Maria lernt dort den Mann kennen, in den sie verliebt war und der zufällig Luis Fernando heißt. Er ist der älteste Sohn des Ehepaars De la Vega Montenegro, der kürzlich von seiner Freundin Brenda verlassen wurde, und schwört, sich nicht emotional auf Frauen einzulassen, sondern nur mit ihnen zu spielen. Zu diesem Zweck lässt er sich zunächst mit Maria ein, verliebt sich aber schließlich in sie. Soraya Montenegro, Victorias stolze Nichte, ist in ihren Cousin Luis Fernando verliebt und möchte ihn heiraten. Ebenso verachtet Soraya Maria zu allen Zeiten und bezeichnet sie als „marginal“ (deutsch: die „Wilde“).
Maria gewinnt allmählich die Freundschaft und das Vertrauen der Bewohner und Angestellten des Herrenhauses, darunter Victoria, die ihre Einstellung zu Maria ändert, sowie Lupe, die Haushälterin, und Vladimir und Vanessa, die anderen Kinder des Ehepaars De la Vega. Soraya, die wie besessen Luis Fernando erobern will, nutzt seine Trunkenheit aus und nimmt ihn mit ins Bett. Nachdem sie ihm einen falschen Schwangerschaftstest gezeigt hat, zwingt sie ihn, sie zu heiraten, obwohl er Maria liebt. Um Luis Fernando zu vergessen, beginnt Maria mit Wladimir auszugehen. Sie beginnt auch, Knigge-Kurse bei Doña Caro zu nehmen, einer Lehrerin, die von Don Fernando speziell dafür eingestellt wurde, Maria gute Manieren beizubringen. Auch Luis Fernando durchläuft eine Persönlichkeitsveränderung: Er wird reifer, hört auf zu trinken und beginnt, in der Firma seines Vaters zu arbeiten. Er beginnt zu vermuten, dass Soraya nicht schwanger ist, also zwingt er sie, einen weiteren Schwangerschaftstest zu machen, da sie sagt, sie habe eine Fehlgeburt erlitten.
Als Soraya Luis Fernando heiratet, zieht sie in die Villa de la Vega zu ihrer Nana Calixta (die sich seit ihrer Kindheit um sie kümmert) und führt einen ständigen Kampf mit Maria, die sie immer mehr hasst und beschließt, sie zu töten. Calixta, die auch eine Heilerin und Hexe ist, hilft Soraya, giftige Kräuter in Marias Wasser zu legen. Maria beginnt zu erkranken und wird ins Krankenhaus geschickt, wo sie die Ursache der Krankheit herausfindet. Soraya hat einen Liebhaber namens Osvaldo Treviño, der den bösen Plan und seine Bedrohung entdeckt; wenn sie ihm kein Geld gegeben hat, geht Soraya zu seinem Haus und tötet ihn, kehrt dann in die Villa zurück und schlägt Calixta in dem Glauben, dass sie Osvaldo von ihrem Plan erzählt hat, der ihn dazu bringt, Soraya zu enthüllen, dass sie seine wahre Mutter ist; voller Hass wirft Soraya sie aus der Villa hinaus. Am nächsten Morgen ruft Osvaldo Soraya an, weil sie es nicht geschafft hat, ihn so zu töten, wie sie dachte, und verlangt Geld, wenn sie nicht will, dass er sie wegen versuchten Mordes anzeigt. Soraya geht wieder mit ihm, und in einem heftigen Kampf versucht sie erneut, ihn zu töten, fällt aber schließlich aus einem Wohnungsfenster. Luis Fernando wird informiert, und als er sie im Krankenhaus besucht, stirbt Soraya.

### Zweiter Teil (Kapitel 23–55)
Nach Sorayas Tod ist Luis Fernando frei, aber es entsteht ein Konflikt zwischen ihm und seinem Bruder Vladimir, da María sich entscheiden muss, bei wem sie bleiben will. María wählt Luis Fernando und Vladimir, enttäuscht und verärgert, verlässt das Haus, weil er es nicht mehr ertragen kann, sie zusammen zu sehen. Luis Fernando und María heiraten schließlich glücklich, doch während der Flitterwochen und mehr noch während ihrer Rückkehr nach Mexiko, denn zu Beginn ihrer Ehe beginnt Luis Fernando zu vermuten, dass María und ihr Bruder ein Liebespaar sind, und als Vladimir zum Herrenhaus geht, um sich bei María dafür zu entschuldigen, dass er nicht zu ihrer Hochzeit erschienen ist, sieht Luis Fernando die beiden in Umarmung. Dies veranlasst Luis Fernando, María im Stich zu lassen. Die Familie De la Vega fährt nach Spanien, um Vladimir zu besuchen, der dort lebt, und lässt María und Luis Fernando allein im Haus zurück.
María entdeckt, dass sie schwanger ist, und findet Unterstützung und Freundschaft in Lupe, der Haushälterin. Sie verbringt die gesamte Schwangerschaft mit Persönlichkeitsstörungen und Depressionen, in denen sie sich fiebrig und sehr krank fühlt. Kurz vor der Geburt ihres Kindes schickt Luis Fernando einen Brief mit der Bitte um Scheidung an Maria, die verzweifelt das Herrenhaus verlässt. Auf der Straße spürt Maria den Geburtsschmerz und wird in ein Krankenhaus gebracht, wo sie einen Sohn zur Welt bringt und ihn Fernando nennt. Sie wird mit ihrem Baby entlassen, psychisch unausgeglichen und verzweifelt beginnt sie, mit ihrem Sohn im Arm durch die Straßen zu streunen. Verzweifelt übergibt sie ihr Kind in einem Garten an eine bescheidene Frau namens Agripina. María wird in eine psychiatrische Klinik eingeliefert, Luis Fernando kehrt zurück, um sie für eine Scheidung zu suchen, aber Lupe erklärt ihm, dass María ihrem Bruder nie untreu war und dass sie vermisst wird. Luis Fernando bedauert dies und findet María und bittet sie, ihm zu verzeihen und erfährt vom Verschwinden seines Sohnes. Auf der ergebnislosen Suche nach seinem Baby und in dem Versuch, Marías Schmerz zu lindern, adoptiert er ein Mädchen namens María de los Angeles, das den Spitznamen „Tita“ trägt. María de los Ángeles, die nun genesen ist, nimmt das Kind an, beschließt aber, unermüdlich nach ihrem verlorenen Sohn zu suchen. Lupe heuert Penelope, ihre Patentochter, an, um sich um Tita zu kümmern. Penélope behandelt Tita schlecht, verliebt sich in Luis Fernando und die beiden werden Liebhaber. María, nachdem sie die Wahrheit entdeckt hat, entlässt Penélope und bittet Luis Fernando um die Scheidung. Er bittet María jedoch um Vergebung, und sie nimmt sie an.
Vierzehn Jahre sind vergangen, und María, die unermüdlich auf der Suche nach ihrem Sohn war, hat ihn nicht finden können. Fernando, einfach Nando genannt, ist jetzt 15 Jahre alt und hat in einer bescheidenen Nachbarschaft neben seiner Adoptivmutter Agripina gelebt, die ihn bestens aufgezogen hat, als Lotterie-Losverkäufer arbeitet und seine Mutter nicht arbeiten lässt. Sie beschließt, heimlich vor ihrem Sohn zu arbeiten, und eines Nachts erleidet Agripina einen Unfall und wird in ein Krankenhaus eingeliefert. Da er nicht in der Lage ist, Medikamente für seine Mutter zu kaufen, wird Nando von einem Freund in der Nachbarschaft dazu überredet, einen reichen Haushalt zu bestehlen. Ohne nachzudenken betritt Nandito Marías Haus und wird von ihr und Luis Fernando erwischt, der eintrifft und eine Waffe auf ihn richtet. Nandito erklärt, dass er gestohlen habe, weil er dringend Geld brauchte, um Medikamente für seine Mutter zu kaufen, die im Krankenhaus liegt, aber Luis Fernando bringt ihn auf die Polizeiwache und wird verhaftet. Als Maria von dieser Situation erfährt, erkundigt sie sich in dem Krankenhaus, in dem Agripina liegt. Agripina bedankt sich, nachdem sie sich wiederhergestellt hat und wusste, dass sie die Medikamente bezahlt hatte, und indem sie ihr Vertrauen genießt, enthüllt sie Maria, dass Nando nicht ihr Sohn ist und dass eine Verrückte ihn ihr vor vierzehn Jahren geschenkt hatte, und bestätigt damit, dass Nando der Sohn ist, den sie seit Jahren sucht. Agripina macht sich große Sorgen um Nando, und Maria sagt, sie habe ihn für die Arbeit in ihrem Haus eingestellt. Maria beginnt, ihn zu unterstützen, ohne dass er weiß, dass sie seine wirkliche Mutter ist. Die Zeit vergeht, und Tita, jetzt 16 Jahre alt, denkt, dass Nando der Liebhaber ihrer Mutter ist. Penélope, die jetzt mit José María Cano „Papacito“, einem Schurken, verheiratet ist, kehrt zurück, um Maria zu erpressen, indem sie sie um Geld bittet, wenn sie Tita nicht erzählt, dass sie adoptiert wurde, und allen erzählt, dass Nando ihr Liebhaber ist. In einem Gespräch mit Tita gesteht María, dass Nando ihr Sohn ist.
Später erzählt María Nando, dass er ihr Sohn sei, er sei zu der Familie De la Vega gezogen, um bei ihr zu leben. Luis Fernando, der aus dem Haus weggezogen war, ohne zu wissen, dass er ihr Sohn ist, glaubt, dass Maria ihren Liebhaber in ihr eigenes Haus gebracht hat, nimmt seine Waffe und geht, um ihn zu töten. Nachdem sie versucht hat, Nando zu erschießen, schreit Maria, dass er ihr Sohn ist, und Luis Fernando beginnt zu weinen. Maria umarmt Nando und erklärt Luis Fernando alles, was passiert ist. Er bittet Maria um Vergebung und sie vergibt ihm. Penélope und José María werden wegen ihrer Erpressung verhaftet.

### Dritter Teil (Kapitel 56–89)
Soraya erholt sich vollständig von dem Sturz, den sie vor 18 Jahren erlitt, und lebt in den Vereinigten Staaten in Texas. Sie heiratet den Witwer Oscar Montalbán, den Vater von Alicia, einem siebzehnjährigen Mädchen mit einer Behinderung, sie ermordet ihn bei einem Verkehrsunfall, erbt sein gesamtes Vermögen und kümmert sich um Alicia und ihre Gouvernante Esperanza. Soraya kehrt nach Mexiko zurück, bereit, sich an Maria und der Familie De la Vega zu rächen. Zuerst zeigt sie Reue für alles, was sie getan hat, und versucht, die Familie zu überzeugen. Sie trifft und verführt Nando, sie werden Liebhaber, er beginnt, Sorayas Haus zu besuchen, dort trifft er Alicia und Esperanza, die ihm rät, nach Hause zurückzukehren. Maria vermutet, dass Soraya sich nicht geändert hat und dass sie Nando für ihre Rache benutzt. Nando findet Soraya beim Knutschen mit einem Mann namens Aldo und verlässt sie. Soraya wird depressiv und stellt fest, dass ihr Prüfer nun in Alicia verliebt ist und ihr verbietet, ihn zu sehen.
In dem Versuch, sich mit Nando zu versöhnen, organisiert Soraya eine Party und lädt ihn ein. Nando geht zu Alicia, er gibt ihr einen Kuss und Soraya sieht sie, sie leidet an einer psychopathischen Krise mit einem hysterischen Anfall, bei dem sie schreit und alle Anwesenden beleidigt. Er greift Alicia an, schlägt Esperanza gegen die Wand und verletzt Nando mit einer Schere im Arm. Alicia wird von Aldo gerettet, Esperanza verliert ihr Gedächtnis und Nando wird in ein Krankenhaus eingeliefert. Maria steht Soraya gegenüber, doch sie gibt vor, unschuldig zu sein. Soraya wird verhaftet, sie wird vor Gericht gestellt, aber sie kommt unschuldig heraus. Calixta, der jetzt wie ein Bettler lebt, kommt bei Sorayas Haus an und geht hinein. Soraya findet ihre Mutter, und als sie ihre Mutter sieht, empfindet sie Hass, sie stößt sie, Calixta schlägt ihr auf den Kopf und stirbt. Zunächst wird Nando des Verbrechens beschuldigt, aber María, die Nando verteidigt hat, nimmt die Schuld auf sich und wird verurteilt und in einem Frauengefängnis eingesperrt, wo sie Penelope trifft und von den Insassinnen und ihr selbst gedemütigt und angegriffen wird. Ein großes Feuer entsteht und Maria rettet Penelope, aber sie verschwindet in den Flammen. Damit glauben alle, María sei tot. Penelope, nachdem sie von María gerettet wurde, bedauert all das Böse, das sie getan hat, und beschließt, nach ihrer Entlassung aus dem Gefängnis ein neues Leben zu beginnen. Tage später findet Dr. Daniel Ordóñez María, die ohne Erinnerung durch die Straßen irrt, und nimmt sie mit nach Hause, wo sie als Kindermädchen für ihre beiden Kinder eingestellt wird, aber Cecilia, eine Frau, die Daniel liebt, konfrontiert Maria. Tage später vergiftet sie die Tochter des Arztes, Perlita, und gibt Maria die Schuld. Daniel schmeißt Cecilia aus dem Haus, nachdem er erfahren hat, dass sie es war, die seine Tochter vergiftet hat. Der Gefängnisdirektor teilt der Familie De la Vega nach einer Untersuchung mit, dass Maria am Leben und möglicherweise ohne Erinnerung ist.
Nando und sein Vater regen sich auf und beschließen, auf der Straße nach Maria zu suchen, doch Agripina erleidet einen Herzinfarkt und wird ins Krankenhaus gebracht, wo sie Maria trifft, die Perlita in die Notaufnahme bringt. Nach vielen Untersuchungen wird durch einen Brief, den Dr. Mejía, Sorayas Komplize, hinterlassen hat, den sie tötete, um ihr nicht weiterhin Geld dafür zu geben, dass sie ihre Geheimnisse nicht preisgab, aufgedeckt, dass Soraya Oscar Montalbán getötet hat. Soraya flieht vor der Polizei und schmiedet einen Plan, um Maria zu töten. Sie verkleidet sich als Krankenschwester, nutzt Marias Zustand aus, erzählt ihr, dass sie eine Freundin der Familie De la Vega ist und dass Tita krank ist, und bringt sie weg. Esperanza und Alicia beobachten dies und erzählen es der Familie De la Vega.

### Finale (Kapitel 90)
Agrippina erholt sich gerade von ihrem Herzinfarkt. In der Kabine, in der Soraya María festhält, stößt Soraya María und sie fällt, schlägt sich den Kopf an und wird ohnmächtig. Als sie aufwacht, erinnert sie sich an alles, und Soraya beginnt, ihre Verbrechen zu gestehen. Soraya wirft mit Benzin um die Kabine. Sorayas Dienstmädchen verrät, wo sie möglicherweise ist, und Luis Fernando und die Polizei gehen zur Hütte. Soraya zündet die Hütte an, setzt sich aber versehentlich selbst in Brand. Luis Fernando rettet María, die versucht hat, Soraya zu retten, aber sie gerät in die Flammen und stirbt. Zwei Monate später feiern María und Luis Fernando mit ihren Kindern ein neues glückliches Leben. Gracia, Marías Freundin im Gefängnis, arbeitet jetzt als Kindermädchen für die Kinder von Dr. Daniel Ordóñez. Agripina heiratet Veracruz. Nando heiratet Alicia, die vor ein paar Tagen operiert wurde, so dass sie wieder laufen konnte. Maria enthüllt Luis Fernando, dass sie wieder schwanger ist.

## Darstellung
- Thalía – María Hernández Rojas de De la Vega „María la del barrio“
- Fernando Colunga – Luis Fernando De la Vega Montenegro
- Itatí Cantoral – Soraya Montenegro Vda. de Montalbán
- Irán Eory – Victoria Montenegro de De la Vega
- Ricardo Blume – Fernando De la Vega
- Carmen Salinas – Agripina Pérez
- René Muñoz – „El Veracruz“
- Ludwika Paleta – María de los Ángeles „Tita“ De la Vega Hernández
- Osvaldo Benavides – Fernando „Nandito“ De la Vega Hernández
- Ana Patricia Rojo – Penélope Linares
- Meche Barba – Guadalupe Linares „Lupe“
- Héctor Soberón – Vladimir De la Vega Montenegro
- Rebeca Manríquez – Carlota
- Raúl Padilla „Chóforo“ – Urbano González
- Beatriz Moreno – Felipa
- Silvia Caos – Nana Calixta Popoca
- Tito Guízar – Padre Honorio (der Priester)
- Ariel López Padilla – Dr. Daniel Ordóñez
- Sebastián Ligarde – Lic. Gonzalo Dorantes
- Ariadna Welter – Esperanza Calderón
- Enrique Lizalde – Abelardo Armenteros
- Mauricio Aspe – Aldo Armenteros
- Yuliana Peniche – Alicia Montalbán Smith
- Alejandra Procuna – Brenda Ramos del Real
- Manuel Saval – Óscar Montalbán
- Pituka de Foronda – Carolina Monroy „Seño Caro“
- Emilia Carranza – Raymunda Robles del Castillo
- Roberto Blandón – José María „Papacito“ Cano
- Ninón Sevilla – Caridad
- Claudia Ortega – Antonia „Toña“
- Juan Antonio Edwards – Dr. Rodrigo Suárez
- Jessica Jurado – Verónica Robles del Castillo de Barrena
- Daniel Gauvry – Clemente Barrena
- Gloria Izaguirre – Marcela
- Arturo Muñoz – Dr. Ricardo Mejía
- Aurora Molina – Casilda Pérez
- Antonio Medellín – Dr. Carreras
- Lilia Michel – Sor Matilde
- María Prado – Rosenda
- Monserrat Gallosa – Vanessa De la Vega Montenegro
- Irma Torres – Matilda Chávez, directora del Reclusorio Femenino
- Enrique Muñoz – Agente Murillo
- Irlanda Mora – Grindelia „La Leona“ Campuzano
- Rocío Sobrado – Gracia Valdés
- Patricia Martínez – Romelia Aguado
- Beatriz Monroy – Tísica
- Evangelina Martínez – Berta
- Marcela Matos – Marisela
- Leonardo Daniel – Sr. Hinojosa
- Yadira Santana – Rufina
- Alejandro Tommasi – Dr. Keeler
- Graciela Bernardos – Dra. Giménez
- Frances Ondiviela – Cecilia
- Karla Graham – Glenda
- Jorge Cáceres – Osvaldo Treviño
- Sebastián Garza – Pedro
- Odiseo Bichir – Renato Jerez
- Rodrigo Abed – Bernardo
- Sara Montes – Elisa
- Javier Gómez – Miguel Rosales
- Carmen Salas – Natalia
- Eduardo Arroyuelo – El Manotas
- Roberto Ballesteros – El Fantasma
- Amara Villafuerte – Delia
- Julio Mannino – Canseco
- Lourdes Deschamps – Argelia
- David Ostrosky – Zabala
- Isabel Martínez „La Tarabilla“ – Cutberta
- Óscar Bonfiglio – Chito
- Genoveva Pérez – Balbina
- Eva Calvo – Remedios Vda. de Ordóñez
- Javier Ruán – Zamora
- Ricardo Vera – Camilo Macías
- Eric del Castillo – Juez
- Araceli Ibarra – Aurelia
- Luigi Laguna – Cirilo
- Maribel Palmer – Hilda Rivas
- Lourdes Reyes – Elba Sánchez
- Margarita Magaña – Betty
- Esteban Moldovan – Carlos Ordóñez
- Natasha Dupeyrón – Perlita Ordóñez
- Armando Pascual
- Rafael Del Villar – Dr. Torres
- Hortensia Clavijo „La Kukara“ – La Mendiga
- Aurora Cortés – Maruca
- Javier Herranz – Dr. Larios
- Roxana Saucedo – Sara
- Adriana Rojo – Luna
- Los Fantasmas Del Caribe
- Mariachi 2000 de Cutberto Pérez
- Vicky Rodel
- Alberto Chávez – Tomás
- Victor Fouilloux
- Gerardo Franco
- Luis Moreno
- Jaime Puga
- Graciela Estrada
- Roberto „Puck“ Miranda
- Eric Archundia
- José de lá Ó
- Claudia Benedetti
- Brenda Mendoza
- Carmen Rodríguez
- Rafael Cortés
- Martha Álvarez
- Milagros Rueda – Roberta
- Victor Cordova
- Carlos Becerril – Voz Guacamaya
- José Puga
- Pilar Rojas
- Oscarín
- Helen Forcada
- Héctor Alemán
- Alejandro Hernández
- Jeannette Candiani – Carcerera Amada
- Libia Abihaid – Gloria
- Rafael Bazán
- Alfonso Tellez – Fernando „Nandito“ de la Vega Hernández (niño)
- Ingrid Vargas – María de los Ángeles „Tita“ de la Vega Hernández (Marías Tochter)
- Carlos Amador Padilla
- Carlos G. Rodrigo
- Cynthia Posner – Callejera
- Gabriela Ramírez
- Geraldine Bazán – Teresa
- José Antonio Estrada
- Raúl Askenazi
- Virginia Gimeno – Carcerera Vargas
- Guillermo Ortega Ruiz
- Eduardo Salazar – der Reporter aus dem Gefängnis

## Herstellung
- Geschichte: Inés Rodena
- Musik: María, la del barrio von Thalía
- Produzent(en) Emilio Estefan, Kike Santander